# Инценхоф (Бургенланд)
Инценхоф (нем. Inzenhof) — община в Австрии, в федеральной земле Бургенланд. Находится на границе с Венгрией.
Входит в состав округа Гюссинг. Площадь общины составляет 5,97 км², население — 330 человек (1 января 2021), плотность населения — 53 чел./км². Официальный код — 10421.

## Население
| Год  | Численность |
| ---- | ----------- |
| 1869 | 668         |
| 1889 | 618         |
| 1890 | 687         |
| 1900 | 687         |
| 1910 | 615         |
| 1923 | 580         |
| 1934 | 612         |
| 1939 | 525         |
| 1951 | 612         |
| 1961 | 558         |
| 1971 | 497         |
| 1981 | 429         |
| 1991 | 369         |
| 2001 | 336         |
| 2011 | 325         |
| 2021 | 330         |

## Политическая ситуация
Бургомистр общины — Герхард Шабхюттль (СДПА) по результатам выборов 2007 года.
Совет представителей общины (нем. Gemeinderat) состоит из 11 мест.
- СДПА занимает 7 мест.
- АНП занимает 4 места.